# Saint-Paul-d'Uzore
Saint-Paul-d'Uzore é uma comuna francesa na região administrativa de Auvérnia-Ródano-Alpes, no departamento de Loire. Estende-se por uma área de 9,51 km². Em 2010 a comuna tinha 184 habitantes (densidade: 19,3 hab./km²).